# ChangesTwoBowie
ChangesTwoBowie è un album discografico compilation del musicista britannico David Bowie, pubblicato nel 1981 dalla RCA Records. Il titolo del disco si riferisce alla precedente raccolta della RCA, ChangesOneBowie del 1976 della quale è praticamente il volume secondo. Oltre a singoli post-1976, l'album contiene canzoni della prima parte di carriera di Bowie che non erano già apparsi su ChangesOne. Tuttavia, il disco non ripeté l'exploit commerciale del precedente greatest hits, raggiungendo soltanto la posizione numero 24 in Gran Bretagna, e la numero 68 negli Stati Uniti.

## Tracce
Testi e musiche di David Bowie.
1. Aladdin Sane (1913-1938-197?) – 5:08 – dall'album Aladdin Sane, 1973
2. Oh! You Pretty Things – 3:13 – dall'album Hunky Dory, 1971
3. Starman – 4:13 – dall'album Ziggy Stardust, 1972
4. 1984 – 3:25 – dall'album Diamond Dogs, 1974
5. Ashes to Ashes – 3:39 – dall'album Scary Monsters (and Super Creeps), 1980
6. Sound and Vision – 3:03 – dall'album Low, 1977
7. Fashion – 3:24 – dall'album Scary Monsters (and Super Creeps), 1980
8. Wild Is the Wind – 5:59 – dall'album Station to Station, 1976
9. John, I'm Only Dancing (Again) – 6:59 – dall'omonimo singolo, 1979
10. DJ – 3:23 – dall'album Lodger, 1979

## Classifica
Album
| Anno | Classifica           | Posizione |
| ---- | -------------------- | --------- |
| 1982 | UK Albums Chart      | 27        |
| 1982 | Billboard Pop Albums | 68        |